# Charles August Nicot
Charles Auguste Nicot (Mülhausen (Alsàcia) 23 d'octubre de 1843 - París, 28 de març de 1899) fou un cantant d'òpera francès.
Estudià en el Conservatori de París i el 1868 fou contractat per l'empresa de l'Òpera Còmica de París, presentant-se per primera vegada al públic amb Le pre aux clercs de Ferdinand Hérold. Després representà la majoria de les òperes del repertori i estrenà d'altres fins que el 1883 abandonà l'escena per a dedicar-se a l'ensenyança. Nicot posseïa una bella veu de tenor.